# Georg von Schoenermarck (General, 1783)
Georg Heinrich Ludwig August Ernst von Schoenermarck (* 14. Juli 1783 in Berlin; † 30. Januar 1851 in Potsdam) war ein preußischer Generalmajor.

## Leben

### Herkunft
Georg war ein Sohn des gleichnamigen preußischen Generalmajors Georg von Schoenermarck (1740–1807) und dessen Ehefrau Henriette Eleonore, geborene von Düringshofen (1754–1832).

### Militärkarriere
Schoenermarck wurde am 1. Mai 1796 als Junker im Husarenregiment „von Blücher“ der Preußischen Armee angestellt und avancierte bis Anfang März 1803 zum Sekondeleutnant. Im Vierten Koalitionskrieg nahm er an der Schlacht bei Auerstedt teil, kämpfte auf dem Rückzug bei Nordhausen, Lychen (verwundet), Neuruppin, Dirschau und Praust. Für sein Verhalten bei der Verteidigung von Danzig zeichnete ihn König Friedrich Wilhelm III. am 19. Juni 1807 mit dem Orden Pour le Mérite aus. Am 21. Dezember 1807 kam er dann in das Pommerische Husaren-Regiment, das aus seinem alten Regiment hervorging. Schoenermarck nahm am 3. April 1811 seinen Abschied mit der Berechtigung zum Tragen seiner alten Armeeuniform.
Am 18. Februar 1813 wurde als Premierleutnant zunächst der Garde-Ulaneneskadron sowie am 23. Februar 1813 seinem alten Regiment aggregiert. Schoenermarck stieg am 19. September 1813 zum Rittmeister auf und nahm während der Befreiungskriege an dem Kämpfen bei Leipzig, Lier, Courtray und Tournai teil. Bei Baruth wurde er verwundet, für Neuss mit dem Eisernen Kreuz II. Klasse sowie für Hoogstraeten mit dem Orden des Heiligen Wladimir IV. Klasse ausgezeichnet. Am 16. August 1814 erhielt er erneut seinen Abschied.
Dennoch kehrte Schoenermarck nach dem Frieden von Paris am 28. April 1815 zur Armee zurück und kam als Adjutant zu General von Thümen. Am 21. April 1817 wurde er Rittmeister und Eskadronchef im 3. Husaren-Regiment. Mit der Beförderung zum Major wurde er Kommandeur des III. Bataillons im 24. Landwehr-Regiment. Man beauftragte ihn dann am 13. November 1834 zunächst mit der Führung des 6. Husaren-Regiments und ernannte Schoenermarck am 9. September 1835 zum Kommandeur. In dieser Stellung erfolgte am 30. März 1837 seine Beförderung zum Oberstleutnant sowie am 30. März 1839 zum Oberst. Am 30. März 1840 wurde er zum Kommandeur des Garde-Husaren-Regiments in Potsdam ernannt. Schoenermarck erhielt am 17. September 1843 den St. Johanniter-Orden. Krankheitsbedingt musste er seinen Abschied nehmen, der ihm am 17. Februar 1844 unter Verleihung des Charakters als Generalmajor gewährt wurde. Er starb am 30. Januar 1851 in Potsdam.
Der Oberst von Tümpling schrieb 1843: „Ebenso ausgezeichnet als Regimentskommandeur, wie in seinem Benehmen in allen Lebensverhältnissen, gediegene Moralität und Herzensgüte, scharfer Verstand, wissenschaftliche Bildung, edle Gesinnung und feste Charakter sind ihm eigen. Damit verbindet er hohen Diensteifer, umfassende theoretische und praktische Dienstkenntnisse. Er hat sehr vorteilhaft auf das Offizierskorps des Garde-Husaren-Regiments eingewirkt und daher den guten Geist in demselben auf dem richtigen Standpunkt gehoben. Er ist ein ausgezeichneter Brigadekommandeur und eignet sich vollkommen auch zu höheren Stellen“.

### Familie
Schoenermarck heiratete am 23. April 1811 in Stolp Albertine Sophie Hering (1791–1812). Deren einzige Tochter Albertine (1812–1867) heiratete 1832 den Landrat Alexis von Haeseler und wurde Mutter des Generalfeldmarschalls Gottlieb von Haeseler.